# Fedayi San
Fedayi San (11 november 1981) is een Zwitsers voetbalscheidsrechter. Hij is in dienst van FIFA en UEFA sinds 2016. Ook leidt hij wedstrijden in de Bundesliga (Oostenrijk).
Op 7 juli 2016 debuteerde San in Europees verband tijdens een wedstrijd tussen Bala Town FC en AIK Solna in de voorronde van de UEFA Europa League; het eindigde in 0–2 en San gaf één speler één gele kaart.
Zijn eerste interland floot hij op 3 juni 2018, toen Saoedi-Arabië met 0–3 verloor van Peru door een doelpunt van André Carrillo en twee doelpunten van José Paolo Guerrero.

## Interlands
| Datum           | Plaats                    | Wedstrijd            | Uitslag | Competitie                  | Kreeg geel | Kreeg voor de tweede keer geel en dus rood | Weggestuurd |
| --------------- | ------------------------- | -------------------- | ------- | --------------------------- | ---------- | ------------------------------------------ | ----------- |
| 3 juni 2018     | Sankt Gallen, Zwitserland | Saoedi-Arabië – Peru | 0 – 3   | Vriendschappelijk           | 3          | 0                                          | 0           |
| 13 oktober 2018 | Jerevan, Armenië          | Armenië – Gibraltar  | 0 – 1   | UEFA Nations League 2018/19 | 6          | 0                                          | 0           |

Laatste aanpassing op 27 oktober 2018